# Transition vers la télévision numérique
 (août 2025).
Si vous disposez d'ouvrages ou d'articles de référence ou si vous connaissez des sites web de qualité traitant du thème abordé ici, merci de compléter l'article en donnant les références utiles à sa vérifiabilité et en les liant à la section « Notes et références ».
 (août 2011).

Passage de la télévision analogique à la télévision numérique dans le monde en 2021.
Légende:
Transition terminée
Transition terminée partiellement
Transition en cours
Transition non démarrée / pas de transition prévue
Sans données

La transition vers la télévision numérique est le processus qui conduit une région ou un pays à interrompre la diffusion de la télévision analogique, au profit de la télévision numérique qui la remplace. 
Plusieurs types de réseaux de télévision sont concernés : la télédiffusion terrestre exploitant des émetteurs locaux combinés pour couvrir tout un territoire, la télédiffusion par satellite qui couvre 100% du territoire mais qui nécessite localement une antenne de réception généralement parabolique et des récepteurs compatibles ou démodulateurs associés et enfin, la télédistribution par les réseaux câblés qui réceptionnent et combinent à la fois les signaux de télévision terrestre et par satellite ainsi que certaines liaisons spécialisées pour constituer leur offre. Les réseaux coaxiaux ou fibre optique de télévision par câble ne couvrent que rarement plus de 80% d'un territoire et nécessitent un raccordement pour chaque foyer qui souhaite accéder à cette offre.
Au milieu des années 1990, la numérisation des signaux de télévision est prioritairement exploitée pour la télédiffusion par satellite, ce qui permet dès lors, d'alimenter les réseaux câblés quelques années plus tard, au tout début de la décennie 2000. Enfin, la télédiffusion numérique terrestre commence à être expérimentée à la même période puis est lancée vers 2005, en fonction des zones géographiques ou des régions.
Bien que la télédiffusion numérique se substitue progressivement à la technologie analogique, certains pays comme la Turquie qui commence à l'adopter fin 2021 et d'autres pays en 2022 parmi lesquels Bengladesh, Belize, Burundi, Centrafrique, Comores, Dominique, Erythrée, Haïti, Irak, Jamaïque, Liban, Libye, Mauritanie, Nicaragua, République Dominicaine et Trinité-et-Tobago poursuivent la diffusion analogique sur leur territoire.

## Contexte historique: analogique versus numérique
En France, jusqu'au 29 novembre 2011, deux modes de réception de la télévision par la voie hertzienne terrestre sont disponibles. La télévision analogique qui représente historiquement le premier mode de télédiffusion et la télévision numérique terrestre ou « TNT », laquelle apparait au milieu des années 1990 pour le satellite puis dix ans plus tard, sur les émetteurs terrestres.
Depuis son lancement en mars 2005, la TNT connaît un certain succès commercial en raison d'une offre riche et gratuite comprenant dix-neuf chaînes en clair. En complément, neuf chaînes payantes et une ou plusieurs chaînes locales ou régionales sont proposées en fonction des territoires, le tout avec une qualité d'image et de son significativement supérieure à celle de la télédiffusion analogique.
La télédiffusion analogique terrestre, permet durant les années 1970 à 2000, un nombre limité de chaînes, soit six chaînes nationales à partir de la fin des années 1980, avec une qualité de réception variable et inférieure, tant pour l'image - à 625 lignes et standard couleur Sécam que pour le son, retransmis en modulation d'amplitude puis en option, à la norme Nicam stéréo.
Le passage à la télévision numérique permet l’arrêt de la diffusion analogique des chaînes TF1, France 2, France 3, Canal+, France 5/Arte et M6) et le remplacement de cette télédiffusion hertzienne analogique par la TNT.
L'abandon de l'analogique s'établit progressivement en France en une série d'opérations successives, région par région. Il démarre en 2009 et s'achève le 29 novembre 2011. 
Le remplacement complet de la télédiffusion analogique terrestre par la diffusion numérique, permet d’accroitre et d’améliorer la couverture TNT sur le territoire et ainsi d’offrir à plus de 90% des foyers, un accès plus simple à l'offre télévisuelle française.

## Arrêt de l'analogique: avantages

### Libérer des fréquences
Le lancement de nouveaux services sur ces fréquences devenues ainsi disponibles constitue l'objectif principal de l'arrêt de l'analogique. La télédiffusion analogique terrestre occupe environ six fois plus de bande de fréquences que la télédiffusion numérique. L'arrêt de la diffusion des six canaux de télévision analogiques libère ainsi une portion significative de fréquences conforme aux critères de propagation efficace et accessoirement de pénétration à l'intérieur des bâtiments. 

### Étendre la réception de la TNT
Étendre la couverture de la TNT, parallèlement au maintien de la télévision analogique, devient particulièrement complexe. Le manque de fréquences dans certaines régions ainsi que les problématiques d'interférences entre émetteurs, ralentit le processus et les réaménagements nécessaires. Cette situation implique des travaux, des surcoûts et certains désagréments. 

### Développer l'offre de services
L’objectif principal consiste à enrichir l’offre de chaînes et services. La loi prévoit que la majorité des fréquences libérées doit être affectée aux services audiovisuels, rendant ainsi possible la diffusion en France métropolitaine d'une douzaine de réseaux nationaux de TNT et d'au moins réseaux de télévision mobile personnelle. Ces nouvelles fréquences permettent au Conseil Supérieur de l'Audiovisuel (CSA) d'examiner la possibilité de lancer de nouvelles chaînes de télévision en haute définition, d’élargir l'offre et la couverture de la télévision mobile personnelle, de compléter l'offre de chaînes locales de télévision et enfin, de permettre le lancement de la radio numérique terrestre sur les fréquences VHF utilisées antérieurement par la télévision.
Les sociétés publiques et privées qui détiennent les chaînes historiques compensent le coût de la numérisation de leur diffusion en bénéficiant de canaux supplémentaires pour créer de nouvelles chaînes qu'elles contrôlent.

### Télécommunications mobiles
Une partie des fréquences libérées est ré-exploitée pour permettre d'améliorer les réseaux d'accès à internet mobile à très haut débit sur tout le territoire métropolitain et notamment, sur les 70 % du territoire moins densément peuplés.

## Législation française
En France, la loi du 5 mars 2007, relative à la modernisation de la diffusion audiovisuelle et à la télévision du futur, fixe l'extinction définitive de la télévision analogique terrestre au 30 novembre 2011 au plus tard, DOM-TOM inclus. Pour y parvenir, un « schéma national d’arrêt de la diffusion analogique et de basculement (appelé « switch off ») vers le numérique » est élaboré et publié le 22 décembre 2008, puis révisé et approuvé une première fois le 29 mars 2009 et une seconde fois le 23 juillet 2009.
Outre l'arrêt proprement dit des émetteurs de la télévision analogique, ce programme inclut le passage des chaînes de la TNT sur les fréquences qui leur sont assignées. Cette opération de grande ampleur affecte près de la moitié des foyers encore dépendants de la télévision hertzienne terrestre analogique, au début des années 2010.
En 2009, la couverture de la TNT est d'environ 87 % de la population métropolitaine. À la fin 2011, elle est portée au minimum à 95 % de la population pour l'ensemble des chaînes diffusées à ce jour. Toutefois, il ne faut pas confondre la couverture de la population touchée avec la couverture des territoires géographiques.

### Les acteurs impliqués
L'introduction du numérique pour la télédiffusion représente près de deux décennies de décisions et de développements. À partir de 1992, sous la présidence de François Mitterrand, le gouvernement de Pierre Bérégovoy constate l'échec de la norme analogique D2 Mac et engage les industriels français ainsi que l'administration des Télécommunications Direction générale des Télécommunications, futur groupe public France Télécom, à développer la télévision numérique. Aux États-Unis en 1993, plusieurs sociétés françaises parmi lesquelles Thomson participent à la Grand Alliance, consortium industriel et technologique chargé du numérique ce qui débouche notamment sur la future norme internationale Digital Video Broadcasting « DVB ». 
Sous la présidence de Jacques Chirac, les gouvernements successifs d'Édouard Balladur, de Lionel Jospin (cohabitation), d'Alain Juppé puis à nouveau de Lionel Jospin poursuivent cette quête technologique. Les premiers bouquets de télévision numérique sont lancés par satellite grâce aux opérateurs Canal+, le groupe AB et Télévision Par Satellite lequel associe le service public, France Télécom, M6 et le groupe RTL.
La réussite de la transition est enfin obtenue grâce à une étroite coordination entre l’État, les chaînes de télévision, les opérateurs historiques de télévision, le CSA, les antennistes, les syndics d'immeubles, les gestionnaires de parcs de téléviseurs, les collectivités locales, sans oublier, les téléspectateurs.
La numérisation et la multiplication des chaînes françaises se poursuit jusqu'au début des années 2000, tant par satellite que sur les réseaux câblés puis reprises par les premières offres télévisuelles par Internet.
Le 31 mars 2005 à 17 h 30 précises, la télévision numérique terrestre est lancée, touchant près de 35 % de la population française, grâce à 17 émetteurs en régions Île-de-France, Bretagne, Poitou-Charentes et dans les départements des Bouches-du-Rhône, de Seine-Maritime, de Gironde ainsi que les agglomérations de Lille, Lyon et Toulouse.
Le 4 mai 2006, le premier ministre Dominique de Villepin crée le comité stratégique pour le numérique, chargé d'étudier toutes les étapes de la transition vers le « tout numérique », comité présidé par lui-même ainsi que son vice-président délégué Jean-Michel Hubert jusqu'en 2012.
Ce comité comprend les ministres chargés de la communication audiovisuelle, des communications électroniques et de l'aménagement du territoire. Il associe également à titre permanent les présidents du CSA et de l'Autorité de régulation des communications électroniques et des postes (ARCEP) ainsi que trois personnalités qualifiées.

### L'accompagnement des téléspectateurs
La réussite du basculement dépend notamment de la communication auprès du téléspectateur. Conformément à la loi, l'État et les chaînes analogiques hertziennes nationales créent le groupement d'intérêt public France Télé Numérique afin d'assurer la conduite du programme d'arrêt de l'analogique et de basculement sur les fréquences définitives de la TNT, en coordonnant l'ensemble des opérations pratiques au bénéfice du téléspectateur. Il comporte des volets spécifiques pour certaines catégories de téléspectateurs qui peuvent nécessiter une aide adaptée, comme les personnes âgées de plus de soixante-dix ans ou handicapées.

### Exceptions à l'accès direct
Au terme de la loi, lors de l'extinction de l'analogique, tout foyer doit pouvoir accéder gratuitement aux chaînes retransmises en clair de la TNT. Cependant, 3 à 5% de la population souvent située en zone rurale, ne pourra probablement jamais bénéficier de la télédiffusion par voie numérique terrestre ; le CSA préconise que les habitants de ces zones blanches voient leurs frais pris en charge par les acteurs concernés (notamment les conseils généraux, ayant financé dans les années 1990, l'installation de paraboles permettant aux zones les plus mal relayées d'accéder à TF1, France 2 et France 3).
Le CSA précise toutefois que le nombre de fréquences disponibles, notamment en zones frontalières, pose un certain nombre de problèmes ; il est donc nécessaire de basculer vers la TNT lors de l'arrêt de l'analogique d'une région puis, de rééquilibrer certaines fréquences localement après l'extinction totale. Les utilisateurs de ces zones doivent ainsi modifier à deux reprises leur installation, ce qui consiste le plus souvent dans la pratique, cela revient simplement à relancer la mémorisation automatique des chaines, en dehors des problématiques de gammes de fréquences et du type de modulation (horizontale ou verticale).

### Campagne d'information nationale
Comme le prévoit la loi, une campagne d'information est engagée depuis la mi-septembre 2009 sur l'antenne des chaînes historiques et dans la presse nationale. L’objectif consiste à avertir l'ensemble des citoyens sur les modalités de l'arrêt de l'analogique et du basculement ainsi que sur les avantages qu'il représente. La conduite de cette campagne est confiée à France Télé Numérique.
Les campagnes locales et régionales d'information prolongent ces campagnes nationales, en s'adaptant au contexte local. Elles débutent au moins trois mois avant la date du basculement et donnent aux téléspectateurs concernés des informations sur les modalités précises de l'opération.
Une communication sur le terrain est également mise en place : diffusion de dépliants et brochures, création de points d'information, campagnes d'envoi de courriers ciblés, etc.
Enfin, une information adressée spécifiquement aux professionnels de la réception ainsi qu'aux syndics de copropriété, gestionnaires d'immeubles et gestionnaires de lieux collectifs (établissements d'enseignement, maisons de retraite, hôpitaux, établissements pénitentiaires...) est disponible en parallèle.
Par ailleurs, pour répondre aux demandes d'information des téléspectateurs, un centre d'appels et un nouveau site internet sont mis en place par France Télé Numérique et renforcent les outils de communication avec le public.

## État d'avancement du passage au numérique selon les pays
Le passage vers la télévision tout numérique est la conséquence d'une révolution technologique mondiale et chacun doit donc s’adapter et en tirer les bénéfices. À terme, tous les pays du monde sont concernés.

### Pays avec transition terminée
|  |  | - Afrique du Sud - Albanie - Algérie - Allemagne - Andorre - Arménie - Australie - Autriche - Azerbaïdjan - Belgique - Bulgarie - Cambodge - Canada - Chypre - Corée du Sud - Croatie - Danemark - Espagne - Estonie - États-Unis - Finlande - France - Géorgie - Grèce - Guernesey - Hong Kong - Hongrie - Irlande - Islande - Israël - Italie | - Japon - Jersey - Kenya - Lettonie - Lituanie - Luxembourg - Macédoine du Nord - Malte - Île de Man - Maroc - Monaco - Monténégro - Namibie - Norvège - Nouvelle-Zélande - Pays-Bas - Pologne - Portugal - Royaume-Uni - Russie - Saint-Marin - Serbie - Slovaquie - Slovénie - Suède - Suisse - Tchéquie - Tunisie - Turquie - Ukraine - Vietnam |

## Annexe